# Notosacantha darjeelingensis
Notosacantha darjeelingensis là một loài bọ cánh cứng trong họ Chrysomelidae. Loài này được Borowiec & Takizawa miêu tả khoa học năm 1991.